# 종로 (영화)
《종로》는 한국에서 제작된 양철 감독의 1933년 영화이다. 나운규 등이 주연으로 출연하였고 양철 등이 제작에 참여하였다. 서울 단성사 극장에서 초연되었다.

## 출연

### 주연
- 나운규
- 김연실
- 임성철
- 양철

## 같이 보기
- 일제강점기
- 한국의 영화
- 한국 관련 문서 색인